# 보혜
보혜(본명: 구보혜, 1994년 11월 4일~)는 대한민국의 가수(걸 그룹 출신)이고, 배우이자 방송인(비디오 자키)이며, 모델이다.
2012년에 패션 모델로 처음 데뷔하고 나서, 2013년 1월에 TV 드라마를 통해 배우로 첫 데뷔를 한 이후, 2016년 5월에 여성 댄스 팝 음악 그룹 "리브 하이(Live High)"의 구성원을 통하여 가수로 데뷔하였다.

## 출연작

### TV 프로그램
- 2016년 EBS 《톡 톡 보니 하니》
- 2016년 아리랑TV 《Simply K-pop》
- 2017년 아리랑TV 《Pops in Seoul》
- 2017년 EBS 《딩동댕 유치원》
- 2017년 웹예능 《퐁당맨》
- 2017년 SBS 《게임쇼 유희낙락》
- 2018년 SBS MTV 《더쇼》
- 2018년 KBS 《뮤직뱅크》
- 2018년 MBC MUSIC 《쇼! 챔피언》
- 2018년 아리랑TV 《Simply K-pop》
- 2018년 국방TV 《Great 대한민軍》

### 드라마
- 2013년 SBS 《대풍수》 ... 강주란 역(단역)
- 2019년 웹드라마 《연애문답》 ... 손다희 역(단역)